# Спомен-плоче у Гучи
Спомен-плоче у Гучи налазе се на западној фасади Цркве Светог архангела Гаврила у Гучи, Општина Лучани. Постављене су 1939. године у спомен војницима страдалим у Балканским и Првом светском рату из варошице Гуче и драгачевских села Турица, Лис, Доња Краварица, Горња Краварица, Рти и Рогача.

## Опис
Спомен-плоче су знатних димензија, израђене од белог мермера. Постављене су са обе стране црквеног портала. По концепцији и садржају сродне су меморијалним плочама на Цркви Светог Ђорђа у Котражи из 1938. године и рад су исте клесарске радионице.

### Лева плоча
У врху плоче барељефно је приказан профилни лик Александра I Карађорђевића. Са страна је исписано:
„Покољења дјела суде, што је чије, дају свјема.” Бесмртни великани I и II Гучке парохије што Одаџбину бранити знаше и за њу врело своје крви даше. 1912-1918
Следи списак ратника:
Гуча
- Стеван Ђекић кап. I кл.
- Вучко Анђелић
- Гојко Анђелић
- Драгић Анђелић
- Драгољуб Анђелић
- Живко Анђелић
- Љубомир Анђелић
- Мијаило Анђелић
- Радивоје Анђелић
- Рајко Анђелић
- Ранисав Анђелић
- Стевислав Анђелић
- Тихомир Анђелић
- Велимир Белобрковић
- Вићентије Белобрковић
- Рајко Белобрковић
- Велисав Бешевић
- Миљојко Богдановић
- Радојица Богдановић
- Милован Божанић
- Вељко Броћић
- Драгољуб Броћић
- Добросав Броћић
- Живко Броћић
- Светозар Броћић
- Будимир Бугарчић
- Владисав Бугарчић
- Вуксан Бугарчић
- Добросав Бугарчић
- Милоје Бугарчић
- Милош Бугарчић
- Миљко Бугарчић
- Миодраг Бугарчић
- Михаило Бугарчић
- Радивоје Бугарчић
- Расим Бугарчић
- Саватије Бугарчић
- Велимир Вукосављевић
- Милован Бугарчић
- Периша Бугарчић
- Миљко Вучетић
- Владисав Гаврић
- Живојин Гавриловић
- Милоје Гавриловић
- Миосав Гавриловић
- Милутин Гавриловић
- Недељко Гавриловић
- Новак Гавриловић
- Новица Гавриловић
- Ранисав Гавриловић
- Велимир Давидовић
- Јоксим Давидовић
- Радивоје Давидовић
- Витомир Драмлић
- Вукашин Драмлић
- Живко Драмлић
- Јован Драмлић
- Милован Драмлић
- Миљко Драмлић
- Петар Драмлић
- Светозар Драмлић
- Средоје Драмлић
- Срећко Ј. Драмлић
- Станиша Драмлић
- Станоје Драмлић
- Тихомир Драмлић
- Филип Драмлић
- Владимир Ђерић
- Божидар Ђорђевић
- Боривоје Ђорђевић
- Видосав Ђорђевић
- Душан Ђорђевић
- Милосав Ђорђевић
- Василије Станишић кап. I кл.
- Миљко Ђорђевић
- Радомир Ђорђевић
- Вилиман Ђуровић
- Јездимир Ђуровић
- Спасоје Ђуровић
- Лука Ерић
- Милан Ерић
- Живко Ивановић
- Милан Ивановић
- Неофит Ивановић
- Сретен Ивановић
- Филип Ивановић
- Димитрије Икодиновић
- Живко Икодиновић
- Тијосав Икодиновић
- Вилотије Крњић
- Радојко Кудузовић
- Драгољуб Луковић
- Тихомир Луковић
- Филип Луковић
- Милоје Мариновић
- Сава Марковић
- Милојко Мијатовић
- Велимир Миливојевић
- Милан Милутиновић
- Младен Милутиновић
- Радован Милутиновић
- Милутин Недељковић
- Милош Пантелић
- Радомир Пантелић
- Милан Петровић
- Витомир Протић
- Гвозден Протић
- Јован Протић
- Љубисав Протић
- Велисав Радовановић
- Љубомир Радовановић
- Прокопије Радовић
- Драгомир Радојичић
- Десимир Рајић
- Душан Рајић
- Љубомир Рајић
- Милета Рајић
- Михаило Рајић
- Радован Рајић
- Светозар Рајић
- Јаћим Рњаковић
- Милош Рњаковић
- Сретен Рњаковић
- Вукадин Сталовић
- Драгомир Сталовић
- Светолик Сталовић
- Андрија Станић
- Драгић Станић
- Крста Станић
- Миладин Станић
- Милорад Станић
- Ранко Станић
- Светолик Станић
- Средоје С. Станић
- Срећко Станић
- Драгић Тодоровић
- Витор Томовић
- Милован Тошић
- Радивоје Тошић
- Будимир Ћумуровић
- Милоје Ћумуровић
- Милојко Ћумуровић
- Војин Шипетић
- Милутин Шљивић
- Милисав Шушић
- Периша Шушић
- Михаило Радојичић

Турица
- Рајко Бранковић
- Борисав Васиљевић
- Душан Васиљевић
- Јеротије Васиљевић
- Лука Васиљевић
- Љубисав Васиљевић
- Периша Васиљевић
- Светислав Васиљевић
- Селимир Васиљевић
- Станимир Васиљевић
- Страјин Васиљевић
- Велимир Достанић
- Војин Достанић
- Драгиша Достанић
- Драгомир Достанић
- Милан Достанић
- Михаило Достанић
- Радојко Достанић
- Петроније Ђорђевић
- Драгић Илић
- Јеротије Илић
- Средоје Јанковић
- Велисав Лазаревић
- Лазар Лазаревић
- Миленко Лазаревић
- Младен Лазаревић
- Љубомир Лазаревић
- Јован Љујић
- Срећко Марић
- Витомир Мијатовић
- Петар Мијатовић
- Филип Мијатовић
- Станимир Милинковић
- Велимир Милићевић
- Јездимир Милићевић
- Велиман Пајовић
- Владимир Пајовић
- Војислав Пајовић
- Гојко Пајовић
- Драгомир Пајовић
- Здравко Пајовић
- милооје Пајовић
- Михаило Пајовић
- Светозар Пајовић
- Спасоје Пајовић
- Чедомир Пајовић
- Бунисије Пантовић
- Милорад Пантовић
- Танасије Пантовић
- Владимир Пејовић
- Милан Перовић
- Драгомир Проковић
- Василије Радоњић
- Вучко Радоњић
- Милан Радоњић
- Драгомир Ристивојевић
- Милутин Ристивојевић
- Владимир Симеуновић
- Драгутин Симеуновић
- Миленко Симеуновић
- Миљко Симеуновић
- Сретен Симеуновић
- Божидар Сретеновић
- Добросав Сретеновић
- Љубисав Сретеновић
- Светомир Сретеновић
- Будимир Тимотијевић
- Ђурђе Тимотијевић
- Милутин Тимотијевић
- Богосав Трипковић
- Драгић Чворић
- Радомир Чворић
- Светозар Чворирћ
- Раденко Џоковић

Лис
- Милисав Аврамовић
- Драгослав Босић
- Ђурђе Босић
- Лазар Босић
- Миленко Босић
- Тихомир Босић
- Бранисав Вучићевић
- Јовица Вучићевић
- Јовић Гавриловић
- Љубисав Гавриловић
- Сретен Гавриловић
- Димитрије Димитријевић
- Ранисав Димитријевић
- Вилиман Ђоковић
- Рајко Ђоковић
- Живко Јовановић
- Милан Јовановић
- Михаило Јовановић
- Светозар Јовановић
- Благоје Јовичић
- Бранисав Јовичић
- Дмитар Јовичић
- Драгомир Јовичић
- Драгутин Јовичић
- Драгић Јовичић
- Добривоје Јовичић
- Јовица Јовичић
- Милан Јовичић
- Милосав Јовичић
- Милош Јовичић
- Добривоје Шушић
- Јован Јовановић
- Миљко Јовичић
- Петар Јовичић
- Радосав Јовичић
- Сретен Јовичић
- Чедомир Јовичић
- Миленко Кочовић
- Милош Кочовић
- Ђурђе Лазовић
- Велисав Милићевић
- Добросав Милићевић
- Љубомир Милићевић
- Марко Милићевић
- Милан А. Милићевић
- Милан Р. Милићевић
- Радисав Милићевић
- Драгић Николић
- Обрад Николић
- Добросав Оцокољић
- Велимир Ранђић
- Димитрије Ранђић
- Љубомир Ранђић
- Драгољуб Стевановић
- Илија Стевановић
- Јован Стевановић
- Мијаило Стевановић
- Милутин Стевановић
- Раденко Стевановић
- Радомир Стевановић
- Рајко Стевановић
- Светозар Стевановић
- Јеремија Васиљевић
- Војин Броћић[б]

Испод натписа је барељеф са приказом два млада редова са шајкачама и два старија артиљерца са шлемовима на главама. Између војничких парова су развијене заставе.

### Десна плоча
Спомен-плоча са десне стране портала идентично конципирана, са ликом краља Петра. Са страна је исписан још један Његошев стих:
„Благо оном ко довијек живи, имао се рашта и родити.” Бесмртни великани I и II Гучке парохије што за крст часни и златну слободу дадоше живот на жртвеник роду. 1912-1918.
Изнад портала, као повезница афронтираних ликова Карађорђевића је приказано је попрсје распетог Христа са трновим венцем на глави - симболом страдања.
Списак палих ратника:
Доња Краварица
- Крста Богдановић
- Владимир Бркић
- Војин Бркић
- Драојло Бркић
- Љубомир Бркић
- Милун Бркић
- Радован Бркић
- Селимир Бркић
- Томо Бркић
- Вељко Василић
- Јездимир Василић
- Милић Василић
- Радисав Василић
- Радосав Василић
- Светозар Василић
- Томо Василић
- Милош Василијевић
- Владимир Васиљевић
- Ђорђе Васиљевић
- Милун Васиљевић
- Петар Васиљевић
- Ивко Вуковић
- Илија Вуковић
- Ђорђе Вуковић
- Љубисав Голубовић
- Јован Даниловић
- Никола Ђудић
- Филип Ђудић
- Илија Илић
- Ђорђе Јанковић
- Владимир Кнежевић
- Милун Кнежевић
- Миљко Ковачевић
- Михаило Б. Мијаиловић
- Добривоје Г. Милекић
- Коста В. Милекић
- Светолик В. Милекић
- Средоје М. Милекић
- Милан Мићовић
- Радојица Мутавџић
- Тимотије Симовић
- Драгомир Старчевић
- Светозар Старчевић
- Василије Томашевић
- Вукосав Томашевић
- Драгић В. Томашевић
- Драгутин Томашевић
- Душан Томашевић
- Живојин Томашевић
- Миленко Томашевић
- Миливоје Томашевић
- Милисав Томашевић
- Милутин Томашевић
- Милутин М. Томашевић
- Радомир Томашевић
- Средоје Томашевић
- Станко Томашевић
- Танасије Томашевић
- Чедомир Томашевић
- Василије Чворовић
- Вилиман Чворовић
- Милета Чворовић
- Милојко Чворовић
- Светозар Чворовић
- Станиша Чворовић
- Станко Чворовић
- Филип Чворовић

Горња Краварица
- Милан Бајић
- Живко Баралић
- Живојин Баралић
- Ивко Баралић
- Милутин Баралић
- Мирко Баралић
- Станко Баралић
- Драгољуб Богићевић
- Драгомир Богићевић
- Драгутин Богићевић
- Милан Богићевић
- Борисав Даниловић
- Вићентије Даниловић
- Добрица Даниловић
- Милутин Даниловић
- Рајко Даниловић
- Ранко Даниловић
- Андрија Илић
- Драган Илић
- Драгутин Илић
- Радоје Илић
- Радомир Илић
- Велимир Јелић
- Светозар Јелић
- Благоје Јоковић
- Влиман Јоковић
- Антоније Јоксимовић
- Војин Јоксимовић
- Душан Ковачевић
- Милош Ковачевић
- Манојло Костић
- Ђорђе Маринковић
- Божидар Мијаиловић
- Бошко Мијаиловић
- Велимир Мијаиловић
- Витомир Мијаиловић
- Витор Мијаиловић
- Гвозден Мијаиловић
- Грујица Мијаиловић
- Добривоје Мијаиловић
- Добросав Р. Мијаиловић
- Крстомир Мијаиловић
- Љубомир Мијаиловић
- Мијаило Ј. Мијаиловић
- Мијаило М. Мијаиловић
- Миленко Мијаиловић
- Миливоје Мијаиловић
- Милун Мијаиловић
- Раденко Мијаиловић
- Радиша Мијаиловић
- Вељко Перовић
- Љубомир Перовић
- Вуксан Радојичић
- Антоније Радичевић
- Велисав Радичевић
- Драгић Радичевић
- Драгоје Радичевић
- Љубомир Радичевић
- Миладин Радичевић
- Милојко Радичевић
- Петар П. Радичевић
- Радоје Радичевић
- Радомир Радичевић
- Чедомир Радичевић
- Радомир Росић
- Анђелко Станојевић
- Богољув Станојевић
- Богосав Станојевић
- Божидар Станојевић
- Велимир Станојевић
- Витомир Станојевић
- Вучић Станојевић
- Добривоје Станојевић
- Драгомир Станојевић
- Илија Станојевић
- Крсман Станојевић
- Мијат Станојевић
- Миодраг Станојевић
- Милован Станојевић
- Милорад Станојевић
- Милош Станојевић
- Петар Станојевић
- Петроније Станојевић
- Станоје Станојевић
- Тихомир Станојевић
- Витомир Томашевић

Рти
- Драгомир Вулетић
- Драгољуб Ђекић
- Милорад Ђекић
- Младен Ђекић
- Владимир Ђурђевић
- Добривоје Ђурђевић
- Добросав Ђурђевић
- Благоје Костић
- Вељо Костић
- Гвозден Љ. Костић
- Драгослав Костић
- Златко Костић
- Михаило Костић
- Петроније Костић
- Станко Костић
- Стојан Костић
- Тихомир Костић
- Чедомир Костић
- Витомир Кузмановић
- Миленко Кузмановић
- Алекса Милошевић
- Милић Милошевић
- Милош Милошевић
- Радисав Милошевић
- Срећко Милошевић
- Драгутин Недељковић
- Живко Недељковић
- Ивко Недељковић
- Милоје Недељковић
- Милутин Недељковић
- Михаило Недељковић
- Станимир Недељковић
- Миленко Николић
- Милун Николић
- Аврам Ницовић
- Леко Д. Ницовић
- Љубисав Ц. Ницовић
- Велимир М. Обрадовић
- Марко Обрадовић
- Митић Обрадовић
- Милош Обрадовић
- Михаило Обрадовић
- Никола Обрадовић
- Петроније Обрадовић
- Радојица Обрадовић
- Живојин Росић
- Крсто Росић
- Светолик Симеуновић
- Адам Славковић
- Андрија Славковић
- Арсеније Славковић
- Божидар Славковић
- Војислав М. Славковић
- Војислав Ч. Славковић
- Вучић Славковић
- Гвозден Славковић
- Љубомир Славковић
- Милић Славковић
- Милун Славковић
- Петар Славковић
- Радивоје Славковић
- Рајоко Славковић
- Срећко Ђ. Славковић
- Урош Славковић
- Милован Сретеновић
- Радомир М. Сретеновић
- Велимир Стојић
- Витомир Стојић
- Љубомир Терзић
- Ацко Чикириз
- Драгољуб Чикириз
- Миладин Чикириз
- Милутин Чикириз
- Миљко Чикириз
- Стеван Чикириз

Рогача
- Јездимир Бајчетић
- Милисав Бајчетић
- Драгоје Богдановић
- Ђорђе Богдановић
- Милош Богдановић
- Радован Богдановић
- Радоје Богдановић
- Арсеније Вилотијевић
- Иван Вилотијевић
- Видосав Димитријевић
- Василије Драговић
- Велимир Драговић
- Здравко Живковић
- Мића Живковић
- Радован Живковић
- Светозар В. Живковић
- Светозар М. Живковић
- Живко Жуштрић
- Вељко Зоћевић
- Владимир Зоћевић
- Здравко Зоћевић
- Милорад Зоћевић
- Милорад Икодиновић
- Петар Икодиновић
- Божидар Ковановић
- Марјан Ковановић
- Андрија Лончаревић
- Живко Милинковић
- Здравко Милинковић
- Милија Милинковић
- Радоје Б. Милинковић
- Радоје М. Милинковић
- Тимотије Милинковић
- Милан Митровић
- Милоје Митровић
- Војислав Мрдаковић
- Милун Мрдаковић
- Ранисав Мрдаковић
- Витомир Пауновић
- Радомир Пауновић
- Владимир Препадовић
- Милојко Радуловић
- Гвозден Ремовић
- Илија Самарџић
- Милан Самарџић
- Миленко Самарџић
- Милинко Самарџић
- Милан Сенић
- Милисав Сенић
- Никола Сенић
- Стево Стевановић
- Петроније Зоћевић[г]

Испод натписа је готово истоветан приказ са два млада и два старија војника са развијеним заставама  и натписом: „септембра 1939. године”.